# Largesses impériales
Les largesses impériales (le singulier est rarement usité, du latin largitio) désignent les cadeaux et les distributions cérémoniales faites en certaines occasions par l'empereur à Rome et dans l'Antiquité tardive. Après 326, les largesses impériales sont supervisées par le comte des largesses sacrées (comes sacrarum largitionum), pour leur partie publique, et par le comte de la res privata (comes rei privatae) pour les distributions privées.
Les largesses impériales sont de différentes sortes :
- les donativa sont les distributions faites aux soldats et aux fonctionnaires impériaux à l'occasion de l'avènement de l'empereur, des anniversaires quinquennaux de son règne (quinquennalia), mais également pour l'anniversaire de la capitale et pour les étrennes (1er janvier). Une loi de 361 fixe le montant des donativa à 5 solidi (sous d'or) pour les quinquennalia et une livre d'argent supplémentaire pour l'avènement.
- les dona sont des cadeaux exceptionnels récompensant des individus méritants et en particulier les soldats : il s'agit en général d'objets de luxe, en particulier de pièces d'argenterie.
- les congiaires (congiarum) sont des distributions d'argent monnayé au peuple en certaines occasions, commémorées par des émissions monétaires spécifiques : l'adventus impérial dans une ville, la présentation des vœux publics le 3 janvier, et surtout la prise du consulat par l'empereur. Dans ce dernier cas, il s'agit en fait des largesses consulaires dites sparsio, le jet de pièces de monnaie et d'objets en métal dans l'arène lors des jeux consulaires organisés par l'empereur. La sparsio est un motif qu'on rencontre souvent représenté sur les diptyques consulaires. Le congiarum est également un motif figuré sur la frise de l'arc de Constantin.
- le stipendium est à la fois la partie en argent monnayé de la solde des soldats et des fonctionnaires, avant qu'elle ne soit assimilée à l'annone lorsque celle-ci est adhérée (versée en monnaies) à la fin du IVe siècle, et les versements faits aux barbares et alliés pour acheter leur tranquillité, en prétendant qu'ils sont des soldats employés par l'empire.

Les largesses impériales en viennent aussi à englober les actions philanthropiques ou évergétiques de l'empereur telles que les subventions versées pour aider les villes à organiser certaines fêtes (en réalité une partie des revenus locaux perçus par le fisc leur sont reversés), certaines constructions publiques, les subventions accordées à l'Église à partir du IVe siècle et dont bénéficiaient auparavant les cultes païens.
La frappe des monnaies et la fabrication des pièces d'argenterie commémoratives (en particulier les missoria) sont une responsabilité importante du comte des largesses sacrées, comme en témoignent la présence de plats de ce type parmi les insignes des comtes financiers sur la Notitia dignitatum. À partir de la fin du IVe siècle les pièces d'argenterie fabriquées pour les largesses sacrées portent des timbres officiels de contrôle par les services du comte des largesses sacrées.